# 明东学校

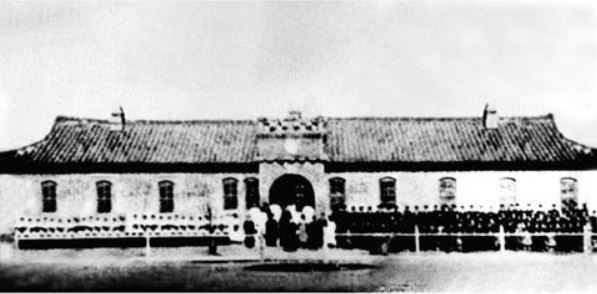
明东学校旧照

明东学校（中国朝鲜语：／）是吉林省延边朝鲜族自治州龙井市历史上的一所私立学校，1908年由朝鲜族教育先驱金跃渊和瑞甸书塾的部分教师创办，有中国朝鲜族“反日民族教育先锋”之称。:89:398。

## 历史
1901年4月，朝鲜族教育先驱金跃渊在龙井开办旧式私塾“圭岩斋”。1906年10月，李相卨在龙井创办了中国朝鲜族第一所近代新式学堂“瑞甸书塾”。由于日本人的破坏，瑞甸书塾于1907年8月被迫停办。李相卨赶赴荷兰参加第二次万国和平会议。此后，部分瑞甸书塾的师生与金跃渊协商将“圭岩斋”改为新式学堂，并于1908年4月27日创办了“明东书塾”。金跃渊任塾长:89-90:394。
1909年4月，“明东书塾”改名为私立“明东学校”，金跃渊任校长。次年，学校增设了中学部。1911年2月，学校在李东辉的建议下又增设了女学部。学校开设有朝鲜语、汉语、数学、地理、历史、文体、圣经等课程。在校生规模一度超过500人，其中中学部160人（男114人，女46人），小学部普通科学121人，高等科学159人，女学部普通科学53日，高等科学12人。1917年，学校用后援会募集的捐款修建了新校舍。:90-91:394-395
1919年3月1日，朝鲜半岛爆发大规模的反日三一运动。同年3月13日，两万名龙井地区朝鲜人聚居在明东学校操场声援三一运动，后举行游行示威。在明东学校师生的带领下，示威群众向间岛日本总领馆行进。在间岛日本总领馆西门附近，游行队伍遭东北军阀孟富德团和日本警察开枪镇压，19名示威者殉难。史称“三一三反日运动”。殉难者中包括一名16岁的明东学校学生金洪植。:91-92:395-396
三一三反日运动后，延边各地反日斗争进一步升级。明东中学也成了朝鲜独立运动团体的活动中心。1920年1月3日，“铁血光复团”成员崔峰雪（明东学校出身）等人截获了日军从会宁运往龙井的15万元钱。之后，他们携款去俄罗斯沿海州新韩村购买武器。由于叛徒告密，几人在新韩村遭日军包围。除崔峰雪侥幸逃脱外，其余人全部被捕，15万元也被日军抢走，史称“夺取十五万元事件”。此次事件后，明东学校被日本人严密监视。1920年10月“庚申年大讨伐”时，日军放火烧毁了学校。:92:396
1921年至1922年，明东学校师生重建了新校舍，学生规模有300多人。由于1924年的甲子年大灾，明东学校中学部在1925年停办。许多教师离开，部分学生转学至其他龙井中学。此后，明东学校被改为男女同校的教会学校。随着共产主义思想的传播，主张教育与宗教分离的呼声越来越高。1928年，金跃渊辞去了校长职务，吴乙烈继任校长。明东学校遂被重新改为私立学校，并取消了圣经课。1930年，明东学校学生参加了声援朝鲜光州学生反日斗争的示威活动，同年5月爆发了“五卅暴动”。:93

## 纪念
- 1995年4月7日，明东学校遗址立纪念碑[4]:299
- 2002年4月1日，明东学校遗址被吉林省延边朝鲜族自治州龙井市人民政府列为市级文物保护单位。[4]:299[3]
- 2010年8月，龙井市政府和智新镇政府在原址复建了明东学校校舍[4]:299

## 知名校友
- 尹东柱：朝鲜独立运动家、诗人[3]
- 罗云奎：朝鲜半岛早期男演员、导演。[3]